# Hloubětínská

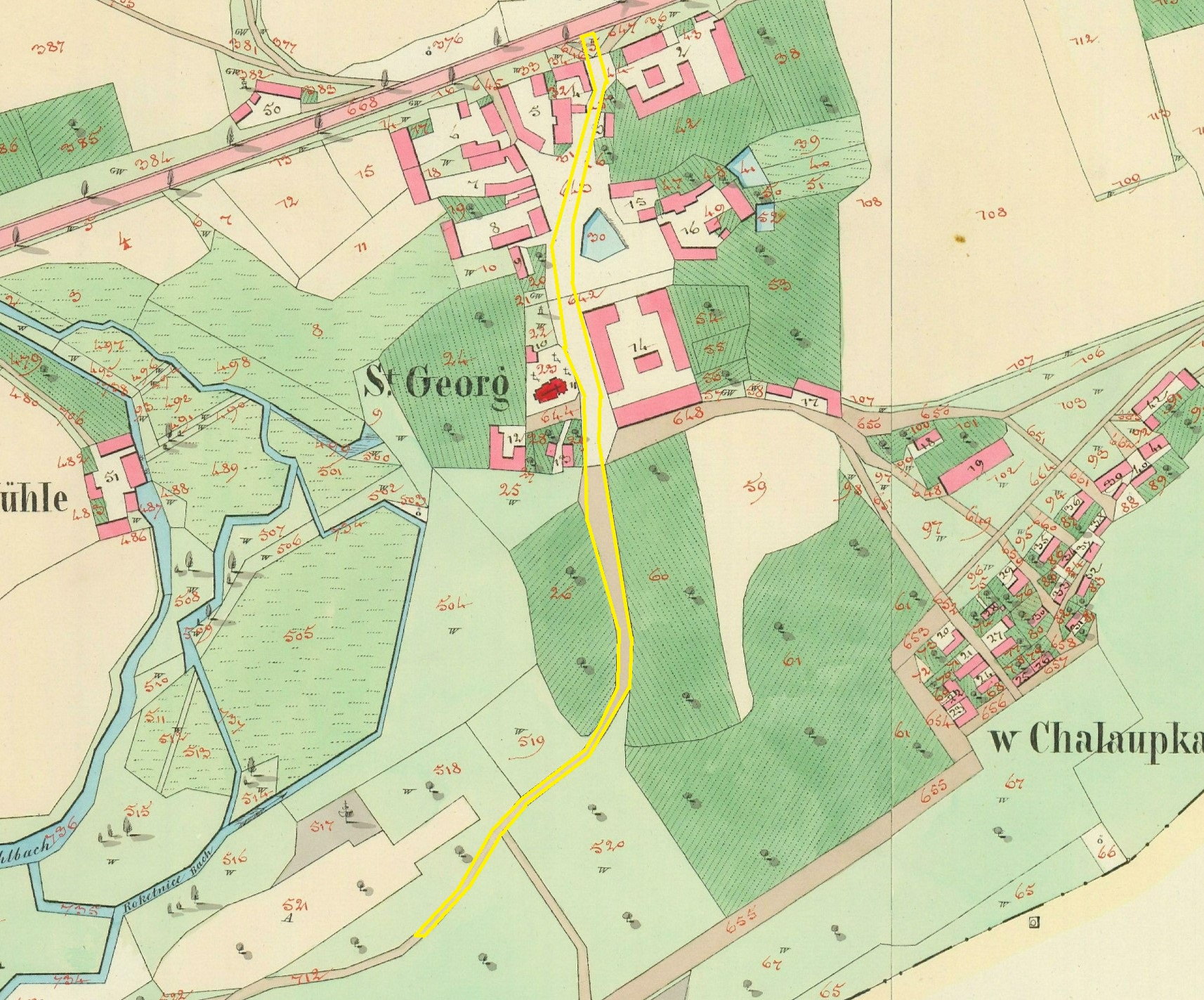
Dnešní Hloubětínská ulice ja na císařském otisku mapy Stabilního katastru z roku 1841 vyznačena žlutě. Průběh komunikace se po několik staletí vůbec nezměnil.

Hloubětínská je ulice v Hloubětíně na Praze 14, která spojuje ulici Poděbradskou a V Chaloupkách a protíná náměstí Ve Starém Hloubětíně. Od severu do ní postupně ústí ulice K Mototechně, dále Klánovická, Šestajovická, U Slavoje, Kyjská a Litošická. Má mírně esovitý tvar a větší část přibližný severojižní průběh.
Nazvána je podle vesnice Hloubětín, který se stal součástí hlavního města Prahy v roce 1922 na základě zákona o Velké Praze. Ulice vznikla a byla pojmenována v roce 1930, komunikace je ovšem mnohem starší a v menším rozsahu existovala už ve středověku. V době nacistické okupace v letech 1940–1945 se německy nazývala Tiefenbacher Straße.
Podél celé ulice vede naučná stezka Prahy 14 a je na ní její druhé zastavení Hloubětínský zámeček a kostel sv. Jiří. Částí ulice prochází cyklistická stezka A26.

## Budovy a instituce
Řazeno podle čísel orientačních od nejvyššího k nejnižším (od severu k jihu).
- Stará hospoda se dvorem a původně hospodářskými budovami, Hloubětínská čp. 1/38, Poděbradská 110, Soustružnická 1.[5] V komplexu sídlí několik firem.
- Plavecký a sportovní areál Hloubětín (PSA Hloubětín), Hloubětínská 80/32[6] byl dokončen v roce 1976 a nabízí tři bazény: sportovní, dětský a venkovní.
- Křižovnický dvůr, Hloubětínská čp. 5/28, Šestajovická, Klánovická; kulturní památka České republiky.
- Budova školy čp. 78, Hloubětínská 78/26. V budově z let 1890–1891 sídlí Střední zahradnická škola a Střední odborné učiliště, s. r. o., (se sídlem Veleslavínská 282/45, Praha 6)[7] a Bezpečnostně právní akademie, s.r.o., střední škola.[8]
- Základní škola, Praha 9 – Hloubětín, Hloubětínská 700, Hloubětínská 700/24.[9] Budova byla postavena v letech 1938–1941.
- Usedlost čp. 20, Hloubětínská 17; kulturní památka. Kdysi Wagnerův statek, od roku 2007 hotel Bella.[10]
- Usedlost čp. 17, Hloubětínská 13; kulturní památka. Kdysi Čtverákovský nebo Jelinkovský grunt.
- Usedlost čp. 16, Hloubětínská 11; kulturní památka. Kdysi Brogovský grunt a Müllerův statek. V období socialismu zde bývala Mototechna "U Maškové".
- Volnočasové centrum H55, Hloubětínská čp. 1138/5. Pozemek se začal upravovat ke konci roku 2017, poté začala výstavba.[11] V prosinci 2019 bylo komunitní centrum otevřeno pro veřejnost. V komplexu je kavárna s 50 místy, společenský sál s kapacitou 100 míst, 2 klubovny (ateliéry) a od 9. března 2020 pobočka městské knihovny s kapacitou přibližně 14000 svazků.[12]
- Kostel svatého Jiří, kulturní památka. Římskokatolický farní kostel ve správě řádu křižovníků s červenou hvězdou. Jednolodní gotický kostel byl několikrát přestavěn, současnou novogotickou podobu získal v 19. století.
- Zámek Hloubětín, Hloubětínská čp. 13/3; kulturní památka. Stavba v novogotickém stylu z přelomu 19. a 20. století je majetkem židovské obce, byla pronajatá zdravotnickému zařízení a v roce 2005 byl v komplexu zřízen první babybox v Česku, který zůstal v provozu do roku 2019. Za dobu téměř 15 let jeho fungování v Hloubětíně se podařilo zachránit 28 dětí.[13]
- Fotbalové hřiště
- Tenisové kurty
- Psí louka V Chaloupkách

## Galerie

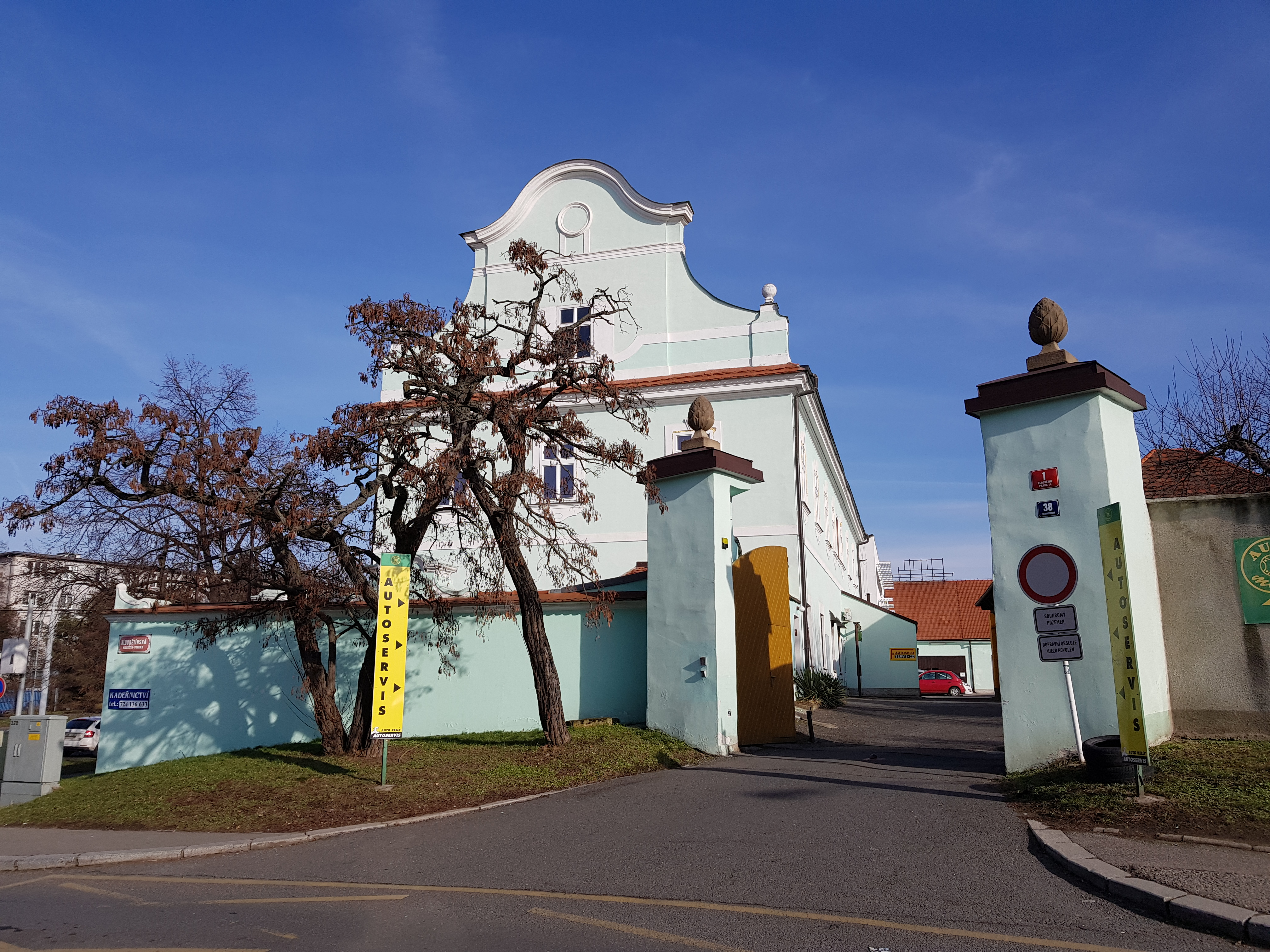
Stará hospoda čp. 1
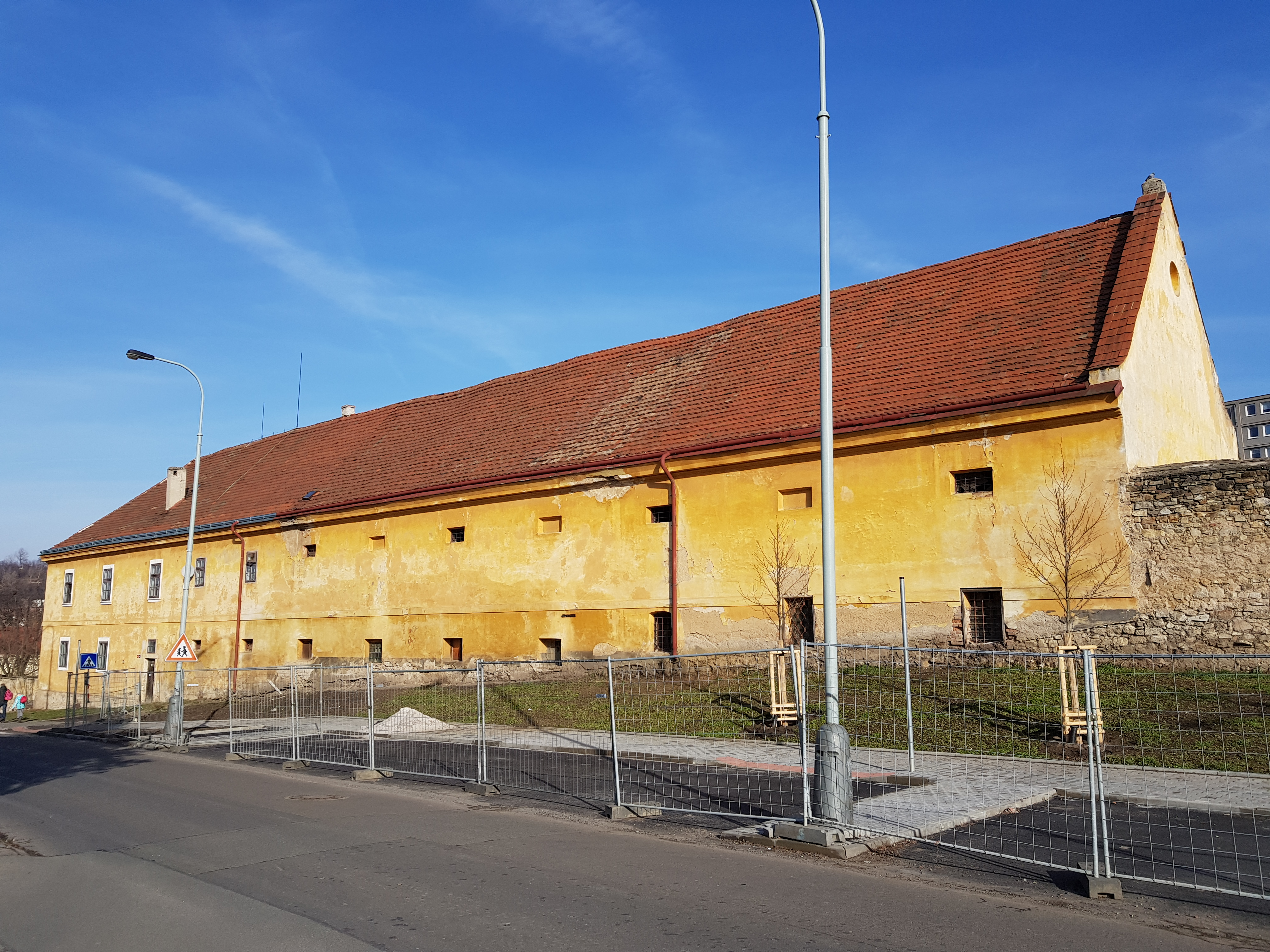
Křižovnický dvůr čp. 5
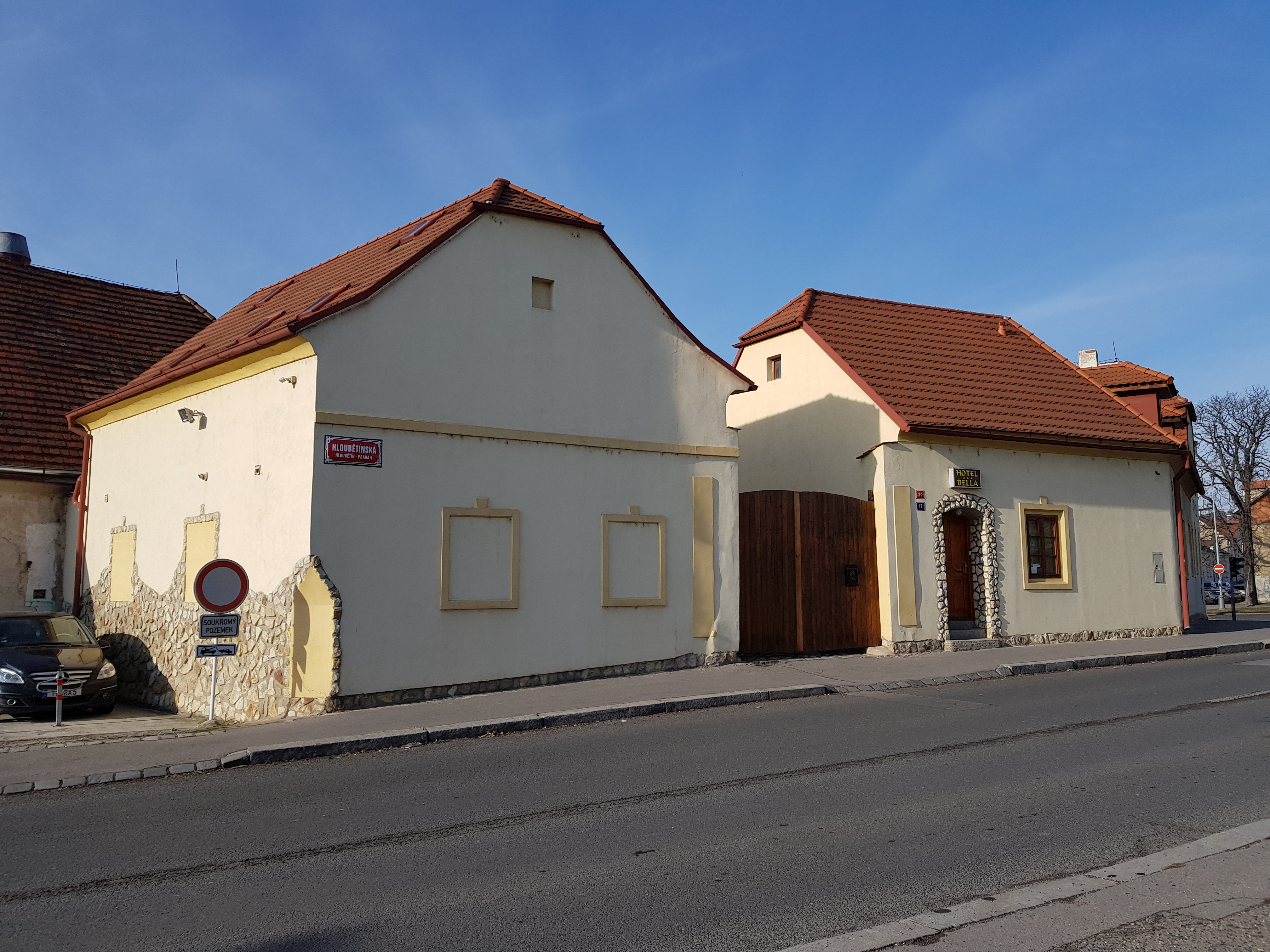
Původně usedlost čp. 20, v současnosti hotel Bella
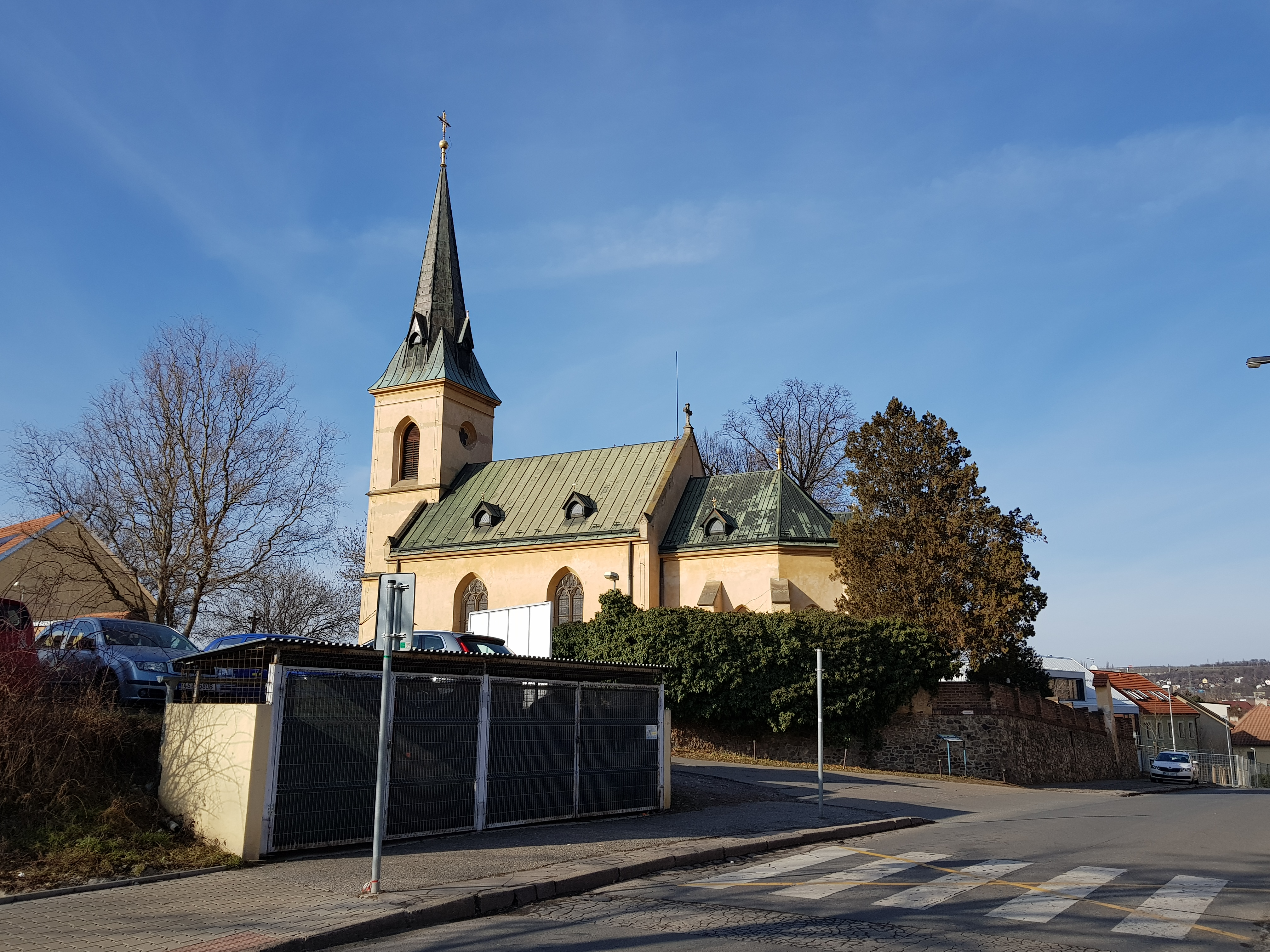
Kostel sv. Jiří